# Stanisław Ballin
Stanisław Ballin (ur. 4 lutego 1897 w Trokielach, zm. 1937) – polski polityk lewicowy, poseł, publicysta.
Pochodził z rodziny chłopskiej. Uczęszczał do szkoły powszechnej, której ukończył sześć klas. Pracował jako nauczyciel ludowy. W 1917 wstąpił do PSL „Piast”, później był członkiem PSL „Wyzwolenie”. W 1921 został prezesem zarządu powiatowego tego ugrupowania w Lidzie.
Był członkiem redakcji pisma „Wyzwolenie Ludu”. Publikował także na łamach „Niezależnego Chłopa” i „Walki Ludu”.
Od 1922 poseł PSL „Wyzwolenie” z okręgu nr 62. Od 1924 w Niezależnej Partii Chłopskiej. W okresie 1924–1926 był w zarządzie głównym tej partii, od 1926 zasiadał w komitecie centralnym ugrupowania.
Od 1926 przewodniczący Międzypartyjnego Sekretariatu do Walki o Amnestię Więźniów Politycznych.
W 1927, po zdelegalizowaniu Niezależnej Partii Chłopskiej, Ballin wyjechał do Wolnego Miasta Gdańska, gdzie wstąpił do Komunistycznej Partii Polski. Później mieszkał w Niemczech, Belgii i Francji. Po powrocie do Polski, zmuszony został do emigracji. Najprawdopodobniej w marcu 1929 wyjechał do ZSRR. Tam w 1934 został niesłusznie aresztowany, a w 1937 został zamordowany przez NKWD.
Zrehabilitowany po XX zjeździe Komunistycznej Partii Związku Radzieckiego.